# 蘭域 (新南威爾士州)
蘭域，澳大利亞悉尼東部市區的其中一個市區，位處中心商業區東南方6（3.7英里），是蘭域市地方政府的行政中心。

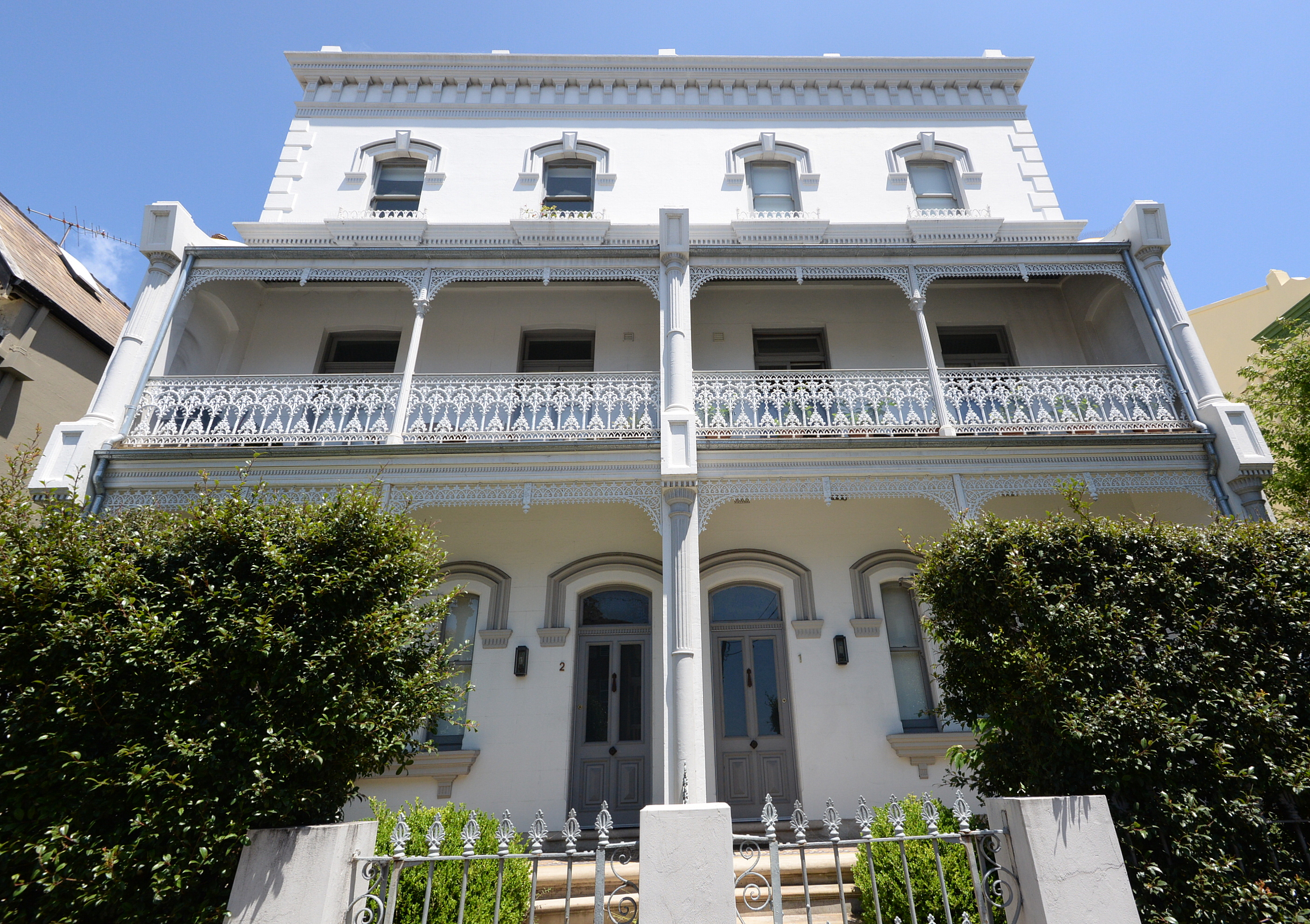
郊区典型的排屋 Avoca St, Randwick

## 人口
在2016年的人口普查，蘭域有29,986人。51.7%的人出生在澳大利亚。其餘最常见的出生地是英国（6.0%）、爱尔兰（4.0%）、中国（3.7%）、新西兰（2.3%）和南非（1.5%）。67.6%的人在家里只说英语。在家讲的其他语言包括官话（4.0%）、西班牙语（1.8%）、希腊语（1.7%）、俄语（1.6%）和粤语（1.3%）。对于宗教信仰，最常见的答案是无宗教信仰（33.7%）與天主教（27.4%）。

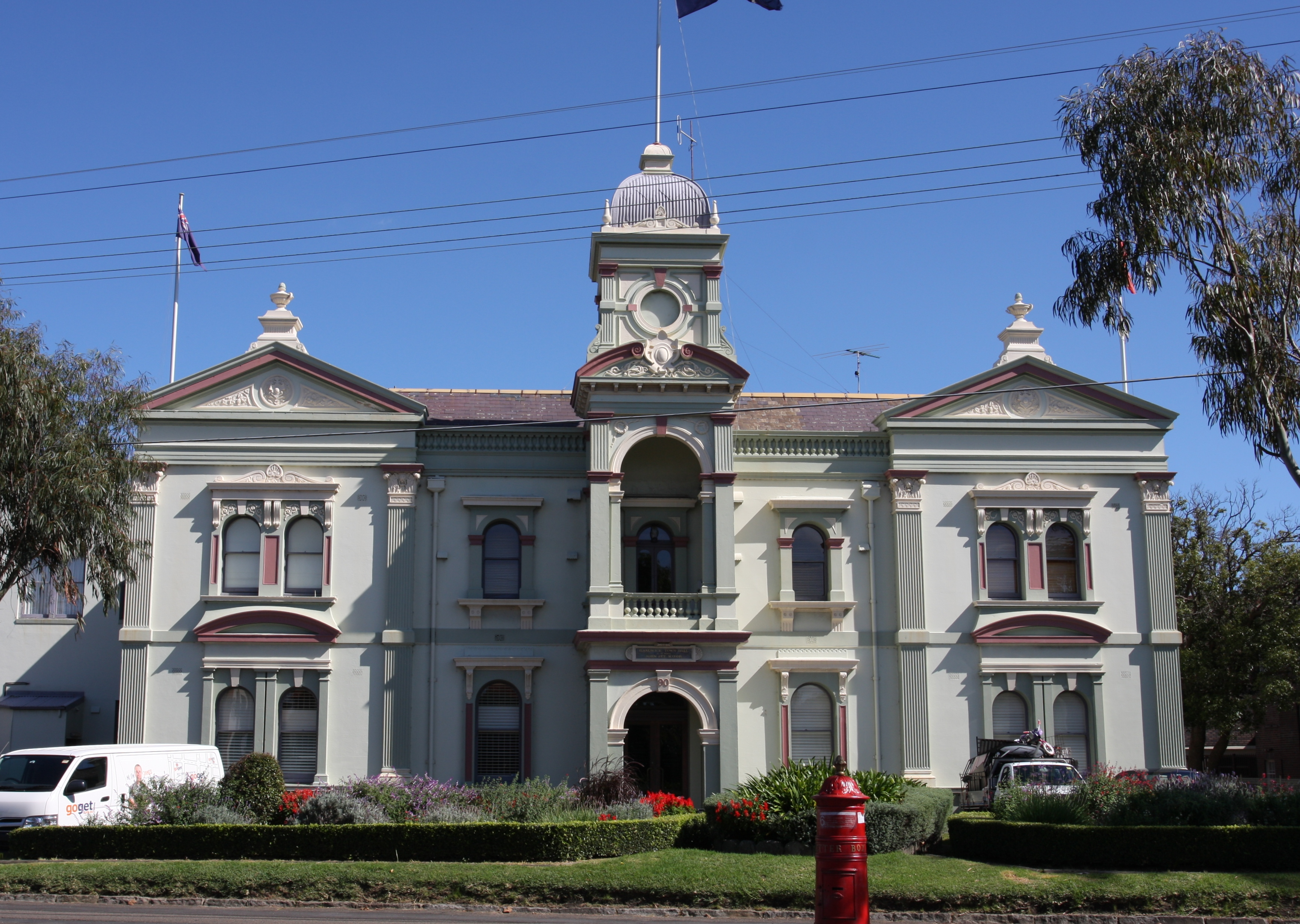
蘭域大會堂
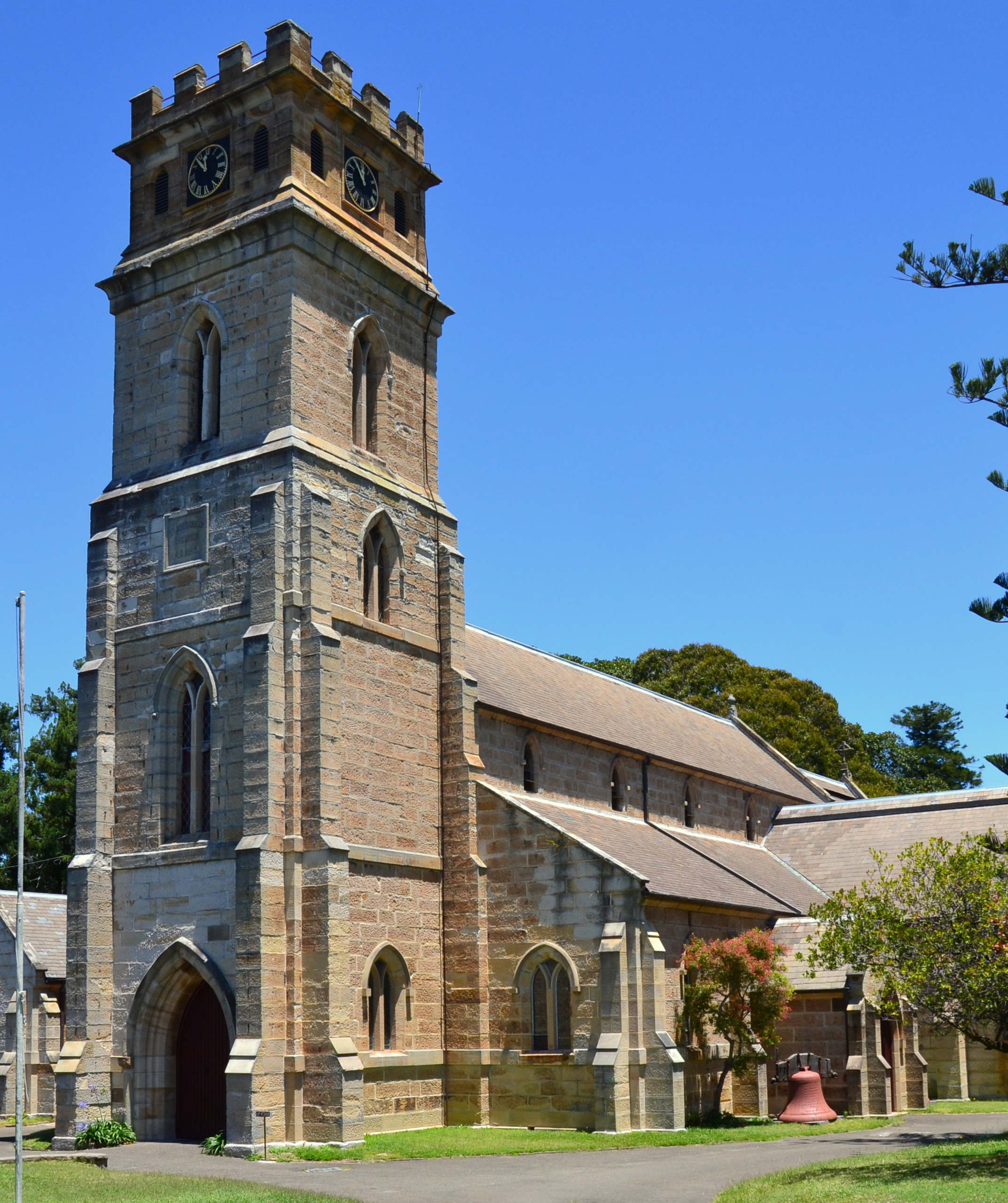
St Jude's Church, Avoca Street
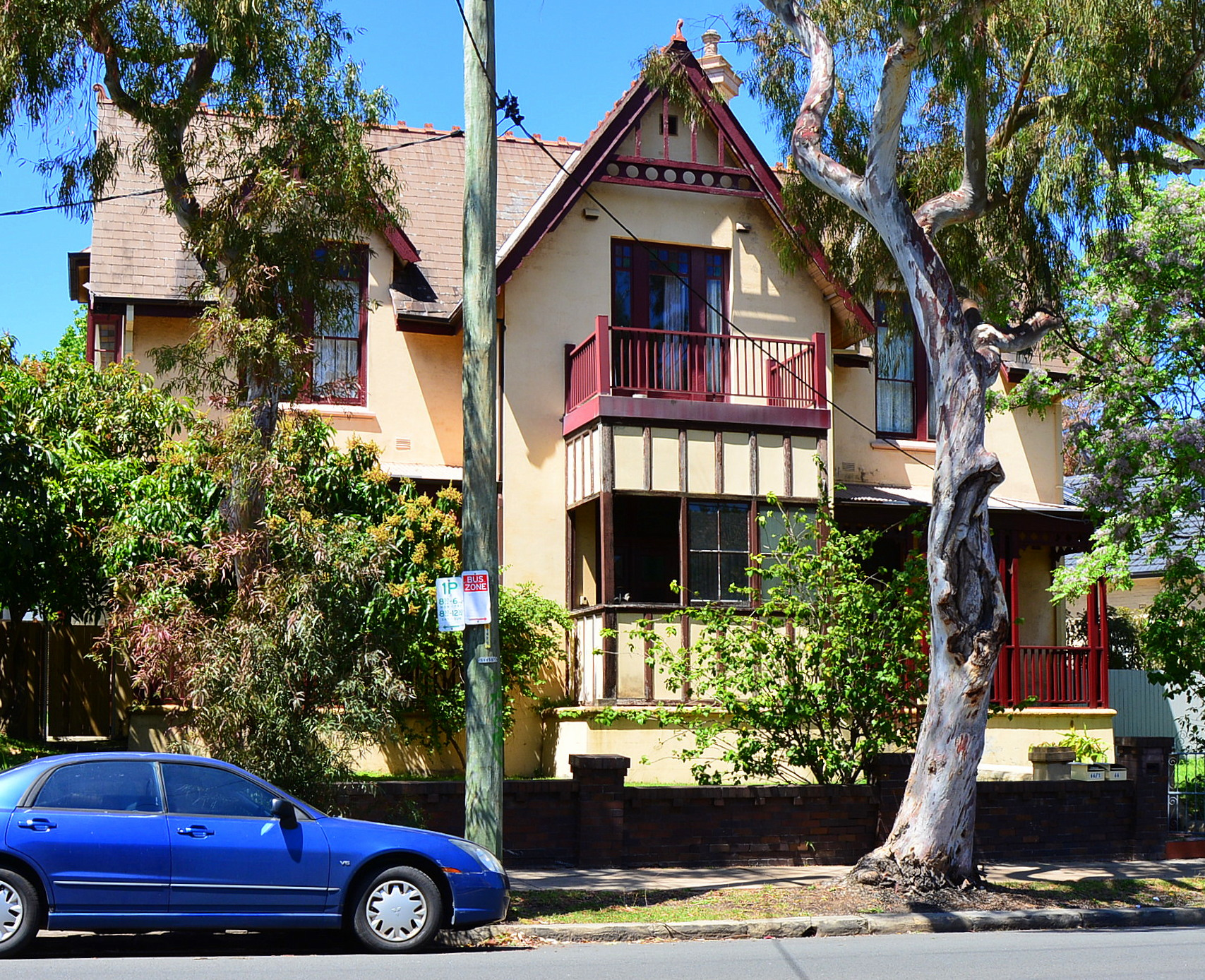
Venice, Randwick
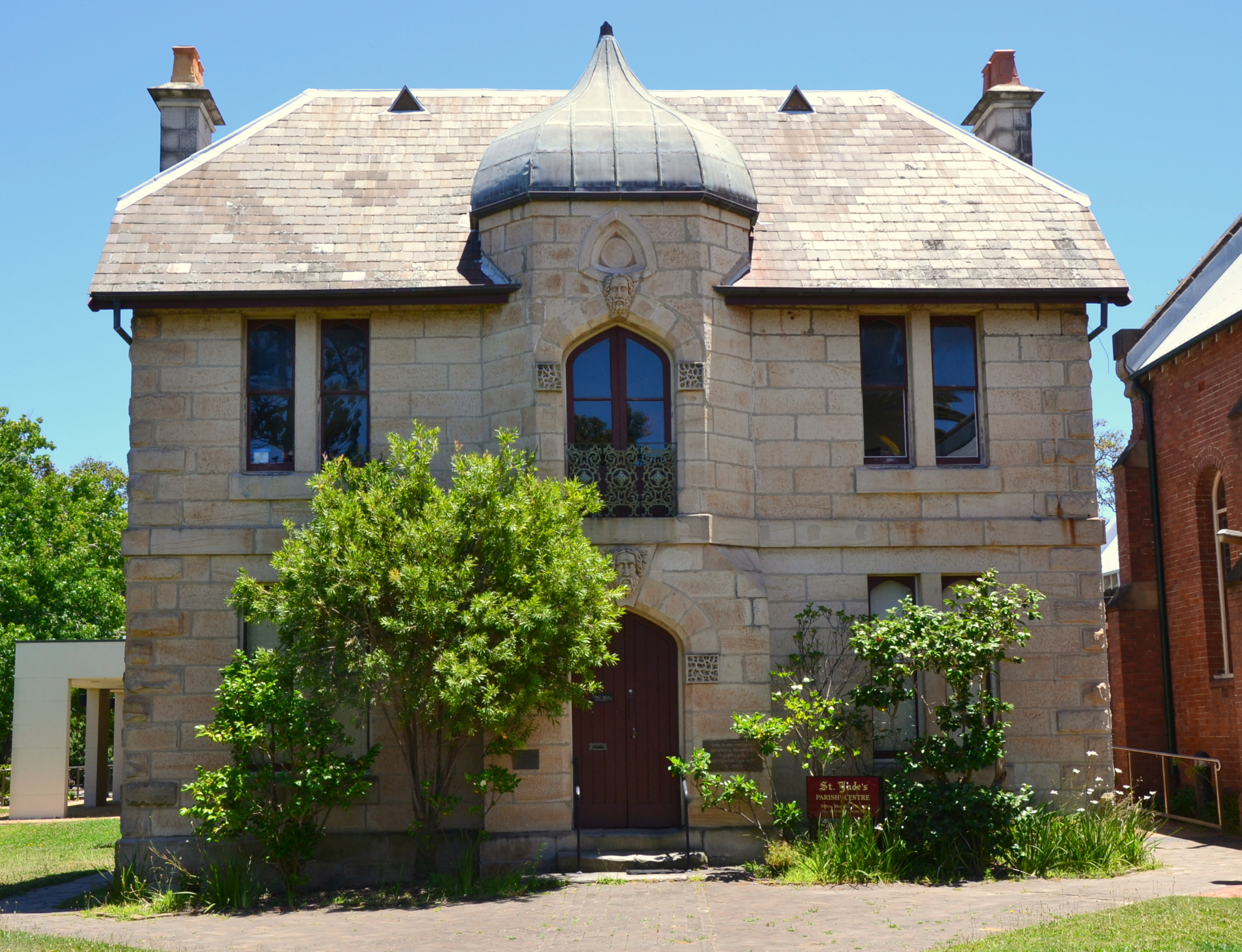
Randwick Borough Chambers
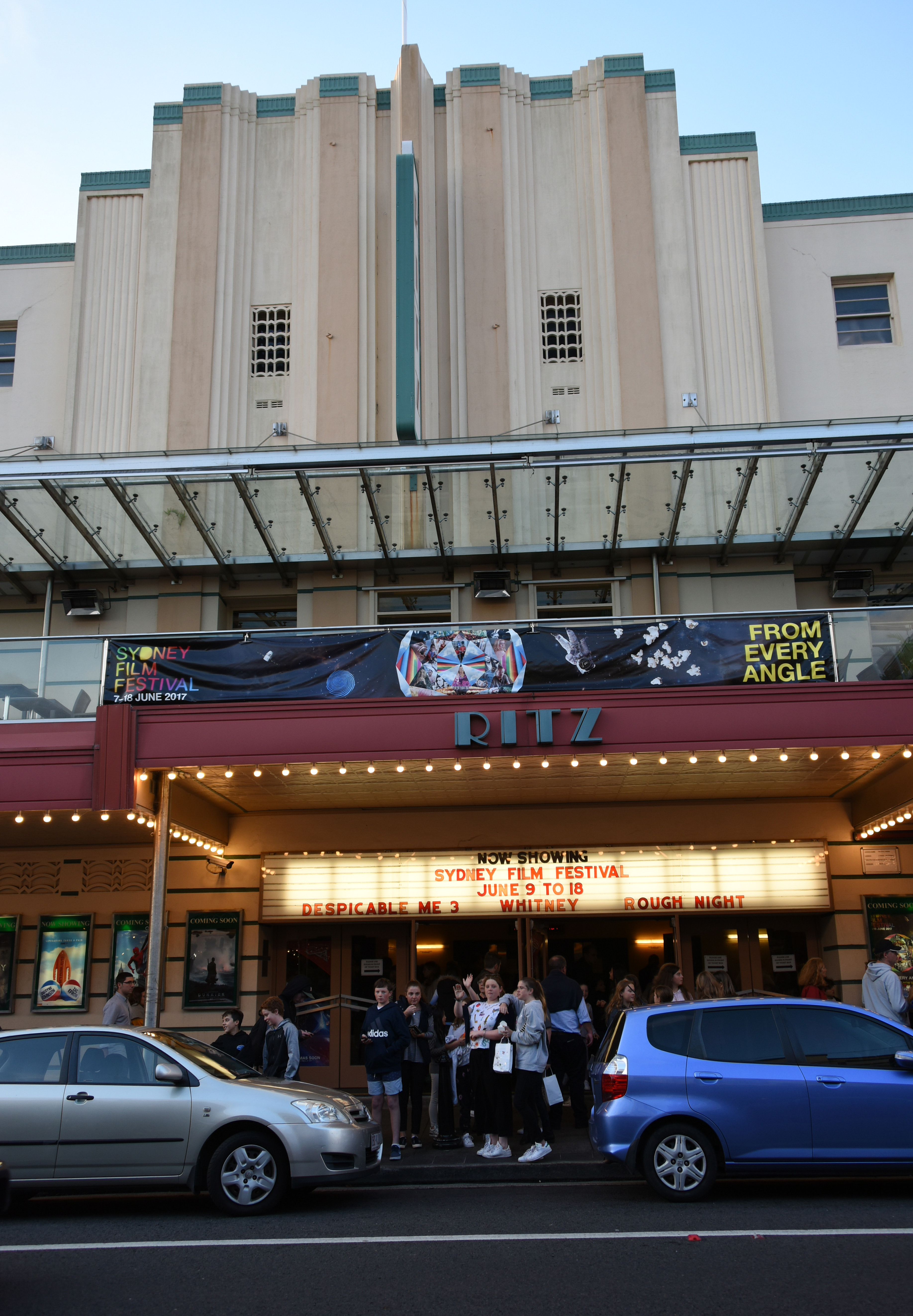
Ritz Cinema
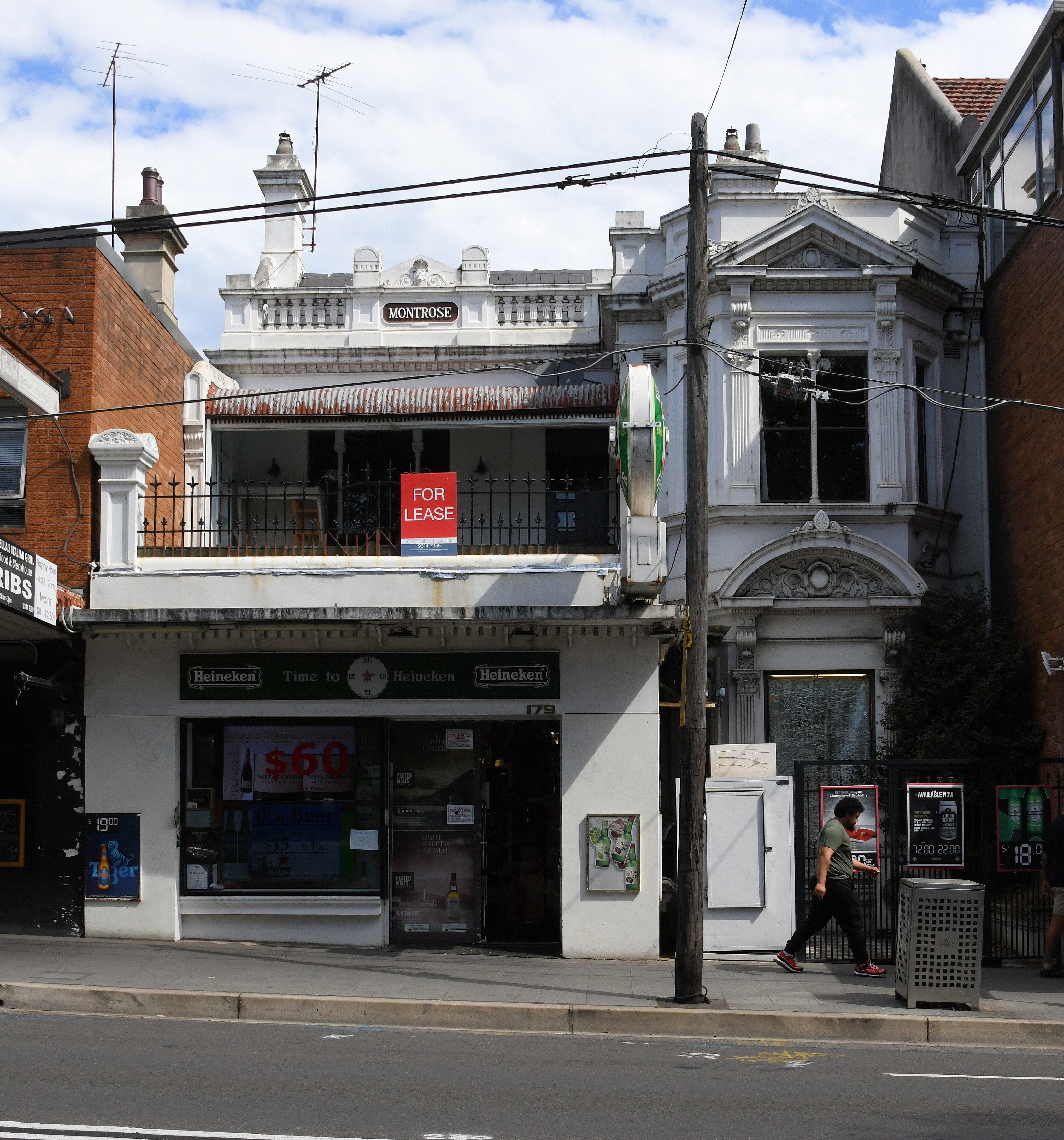
Montrose
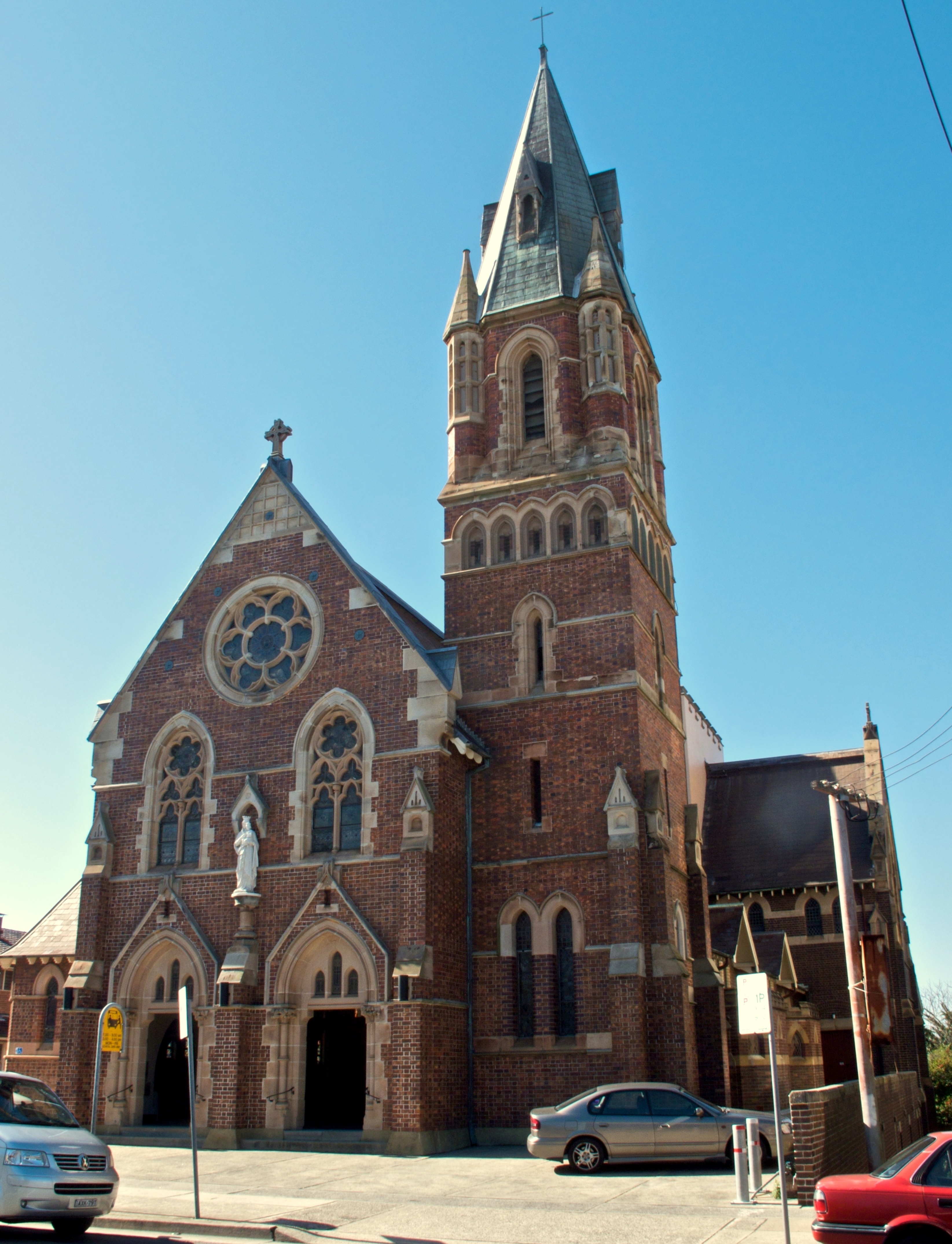
圣母圣心堂
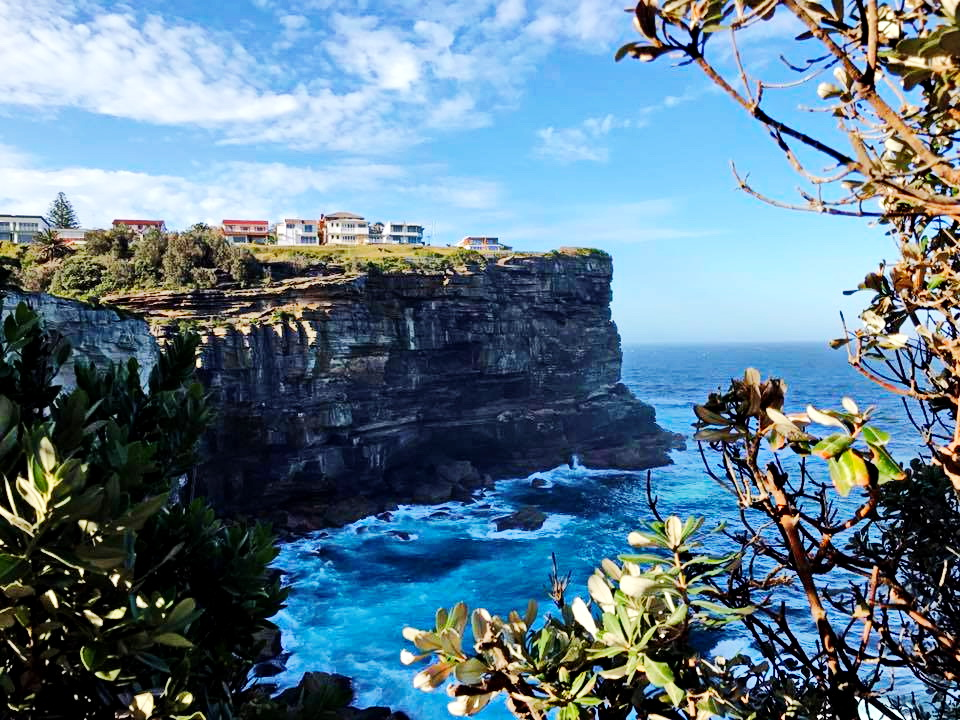
Clifftop
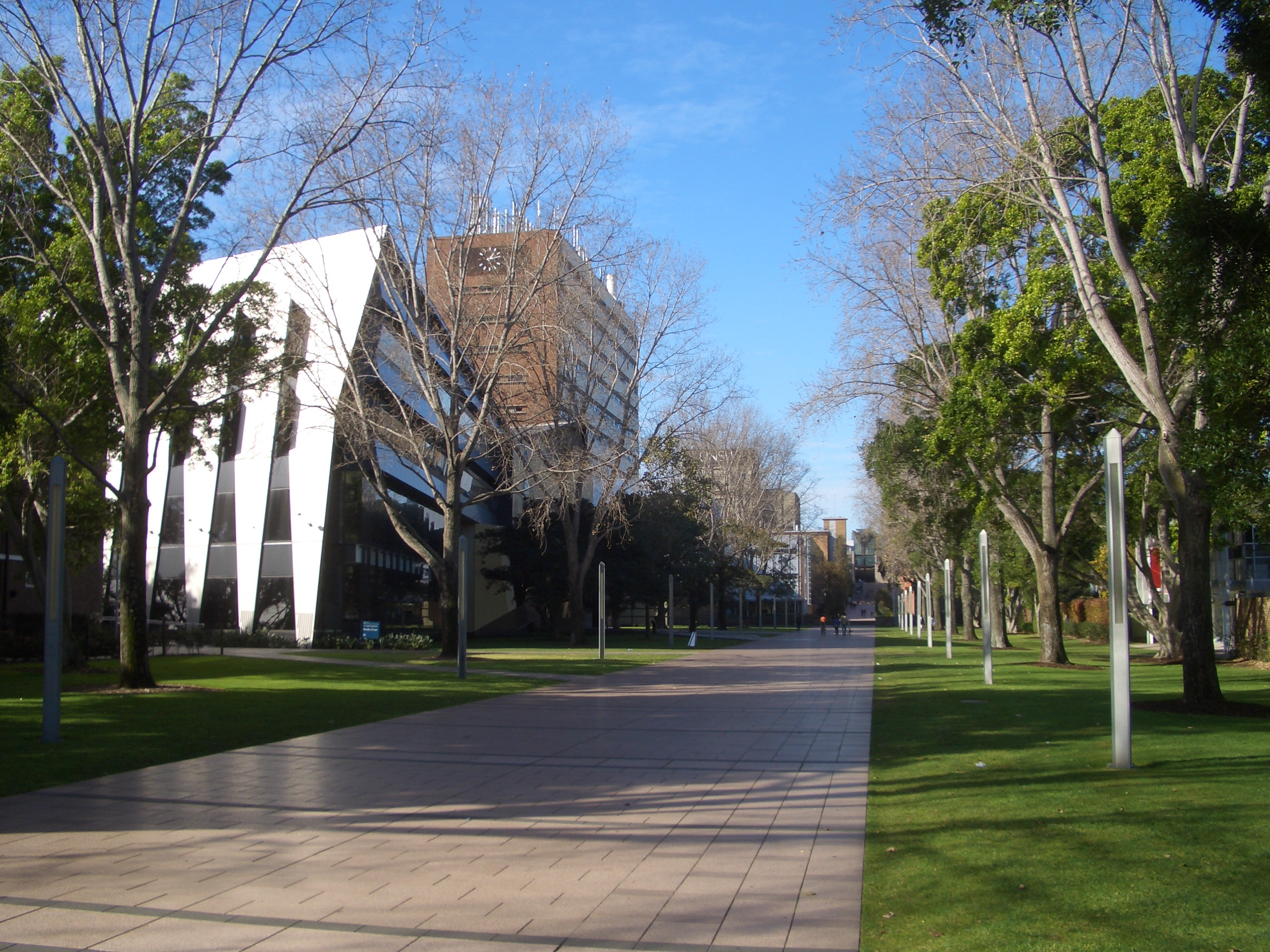
UNSW
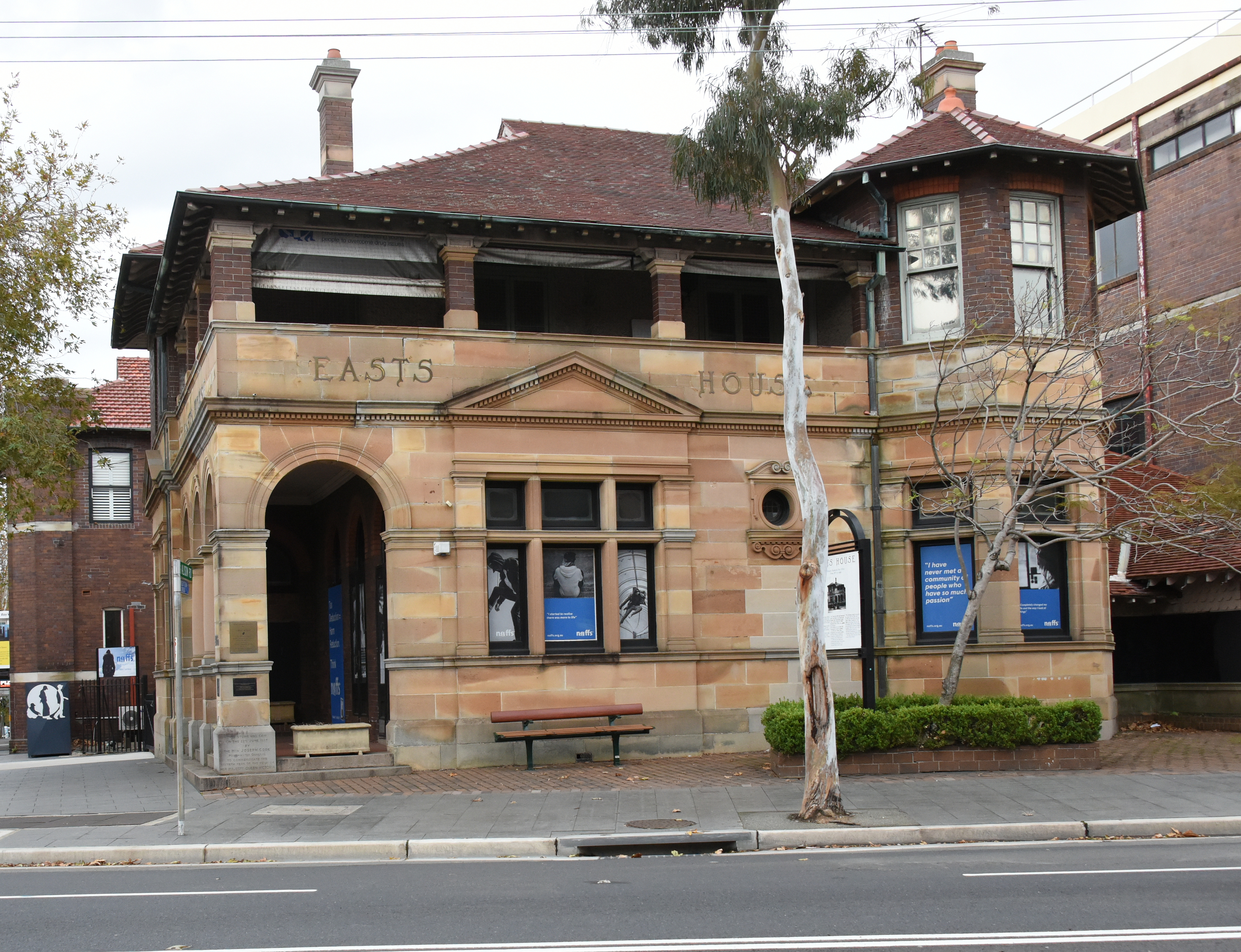
蘭域信館舊址
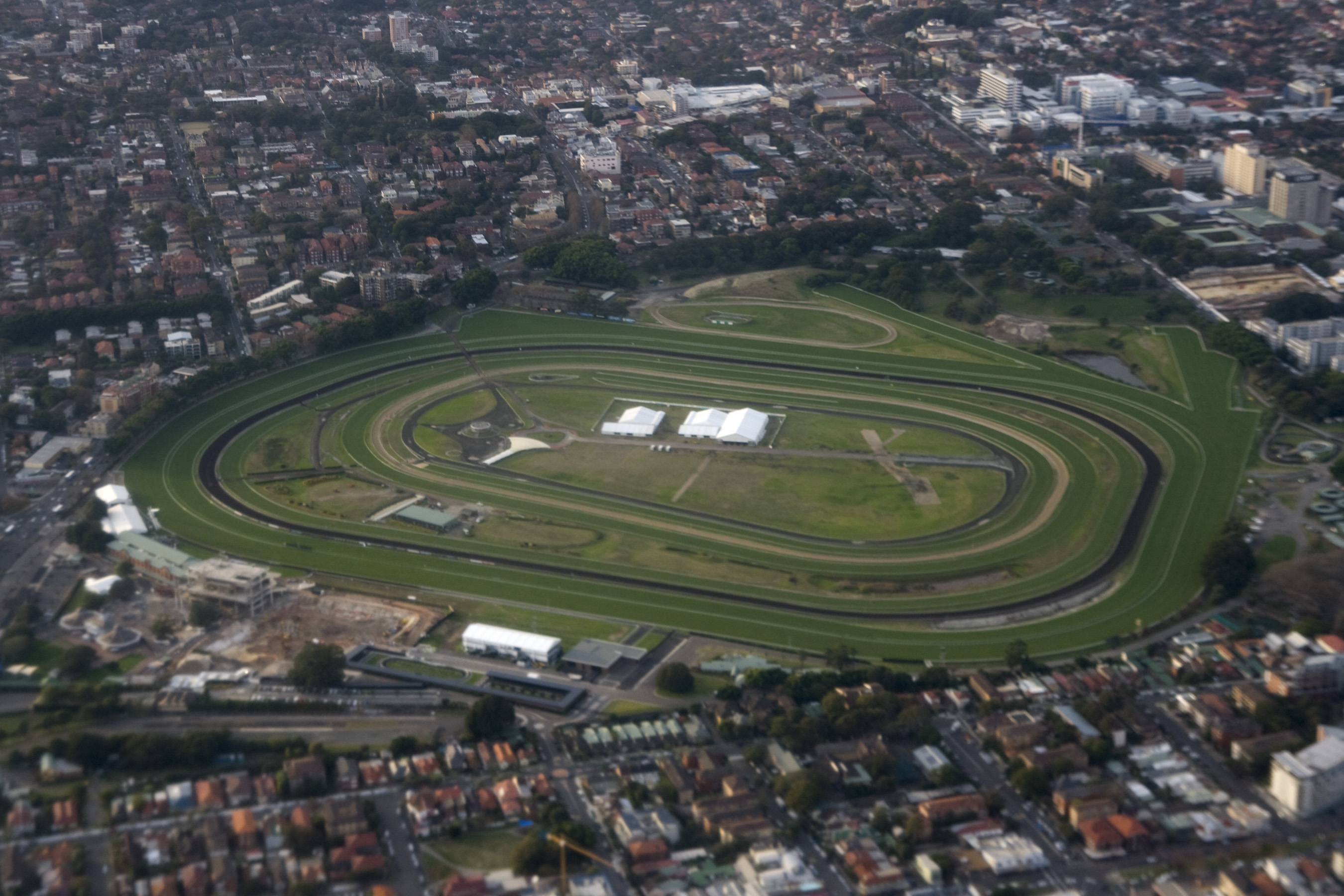
皇家兰域马场，攝於1833年